# Ignacio Guerra
Ignacio del Sagrado Corazón Guerra Martorell (ur. 15 września 1987 w Santiago) – chilijski lekkoatleta specjalizujący się w rzucie oszczepem.
W 2006 odpadł w eliminacjach mistrzostw świata juniorów oraz zajął dziesiąte miejsce na mistrzostwach Ameryki Południowej. Startował w igrzyskach panamerykańskich (2007), plasując się na dziesiątym miejscu. W 2008 brał udział w igrzyskach olimpijskich w Pekinie, gdzie nie awansował do finału oraz został młodzieżowym mistrzem Ameryki Południowej. Piąty zawodnik mistrzostw Ameryki Południowej w roku 2009 – w tym samym sezonie bez powodzenia startował w mistrzostwach świata, podczas których nie oddał żadnego ważnego rzutu w eliminacjach. Stawał na podium mistrzostw Chile.
Rekord życiowy: 78,69 (1 kwietnia 2011, Gainesville) – wynik ten jest aktualnym rekordem Chile.

## Osiągnięcia
| Rok  | Impreza                                     | Miejsce        | Lokata            | Wynik |
| ---- | ------------------------------------------- | -------------- | ----------------- | ----- |
| 2006 | Mistrzostwa świata juniorów                 | Pekin          | el. – 22. miejsce | 65,61 |
| 2006 | Mistrzostwa Ameryki Południowej             | Tunja          | 10. miejsce       | 64,38 |
| 2007 | Igrzyska panamerykańskie                    | Rio de Janeiro | 10. miejsce       | 65,51 |
| 2008 | Igrzyska olimpijskie                        | Pekin          | el. – 24 miejsce  | 73,03 |
| 2008 | Młodzieżowe mistrzostwa Ameryki Południowej | Lima           | 1. miejsce        | 74,55 |
| 2009 | Mistrzostwa Ameryki Południowej             | Lima           | 5. miejsce        | 69,63 |
| 2009 | Mistrzostwa świata                          | Berlin         | –                 | NM    |
| 2011 | Igrzyska panamerykańskie                    | Guadalajara    | –                 | NM    |
| 2014 | Igrzyska Ameryki Południowej                | Santiago       | 7. miejsce        | 71,04 |